# Аронова Раїса Єрмолаївна
Раї́са Єрмола́ївна Аро́нова (рос. Раиса Ермолаевна Аронова; 10 лютого 1920 — 20 грудня 1982) — радянська військова льотчиця, учасник Другої світової війни. Старший льотчик 46-го гвардійського нічного бомбардувального авіаційного полку, гвардії лейтенант. Герой Радянського Союзу (1946).

## Біографія
Народилася 10 лютого 1920 року в місті Саратові в родині залізничника. Росіянка. Член ВКП(б) з 1942 року.
Після закінчення середньої школи вступила до Саратовського інституту механізації сільського господарства імені М. І. Калініна, де закінчила 2 курси. Навчалась у Саратовському аероклубі. У 1940 році перевелась до Московського авіаційного інституту.
У жовтні 1941 року за комсомольським набором вступила до лав РСЧА. Закінчила Енгельсську військову авіаційну школу пілотів й зарахована штурманом авіаційної ланки 588-го нічного легкобомбардувального авіаційного полку. На фронтах німецько-радянської війни старшина Р. Є. Аронова з 27 травня 1942 року. Воювала на Південному, Північно-Кавказькому, 4-у Українському та 2-у Білоруському фронтах. 23 березня 1943 року отримала поранення.
Всього за роки війни здійснила 914 бойових вильотів на літакові По-2 з бойовим нальотом 1117 годин. Загальний наліт — 1430 годин у повітрі. Завдяки її точним бомбовим ударам у таборі ворога викликано 188 великих вибухів, що спричинили 166 вогнищ пожеж. Знищено 2 склади з боєприпасами, 3 прожектори, 4 артилерійські батареї, 8 автомашин з пальним і боєприпасами, пошкоджено 3 переправи, розкидано понад 500000 листівок.
У 1952 році закінчила Інститут іноземних мов. З 1961 року майор Р. Є. Аронова — у запасі.
Мешкала у Москві, де й померла 20 грудня 1982 року. Похована на Кунцевському цвинтарі.

## Нагороди
Указом Президії Верховної Ради СРСР від 15 травня 1946 року Ароновій Раїсі Єрмолаївні присвоєне звання Героя Радянського Союзу з врученням ордена Леніна і медалі «Золота Зірка» (№ 8961).
Також нагороджена двома орденами Червоного Прапора (25.10.1943, 22.05.1945), орденами Вітчизняної війни 1-го ступеня (30.08.1944), Червоної Зірки (9.09.1942) й медалями.

## Твори
- Аронова Р. Е. Ночные ведьмы. — М.: Советская Россия, 1969. [Архівовано 7 квітня 2014 у Wayback Machine.](рос.)

## Пам'ять
Ім'ям Раїси Аронової названо вулицю в Саратові.